# 1573 Вяйсяля
1573 Вяйсяля (1573 Väisälä) — астероїд головного поясу, відкритий 27 жовтня 1949 року.
Тіссеранів параметр щодо Юпітера — 3,389.
Названо на честь Ірйо Вяйсяля (фін. Yrjö Väisälä, 1891 — 1971) — фінського астронома і геодезиста.